# Técnica do balé

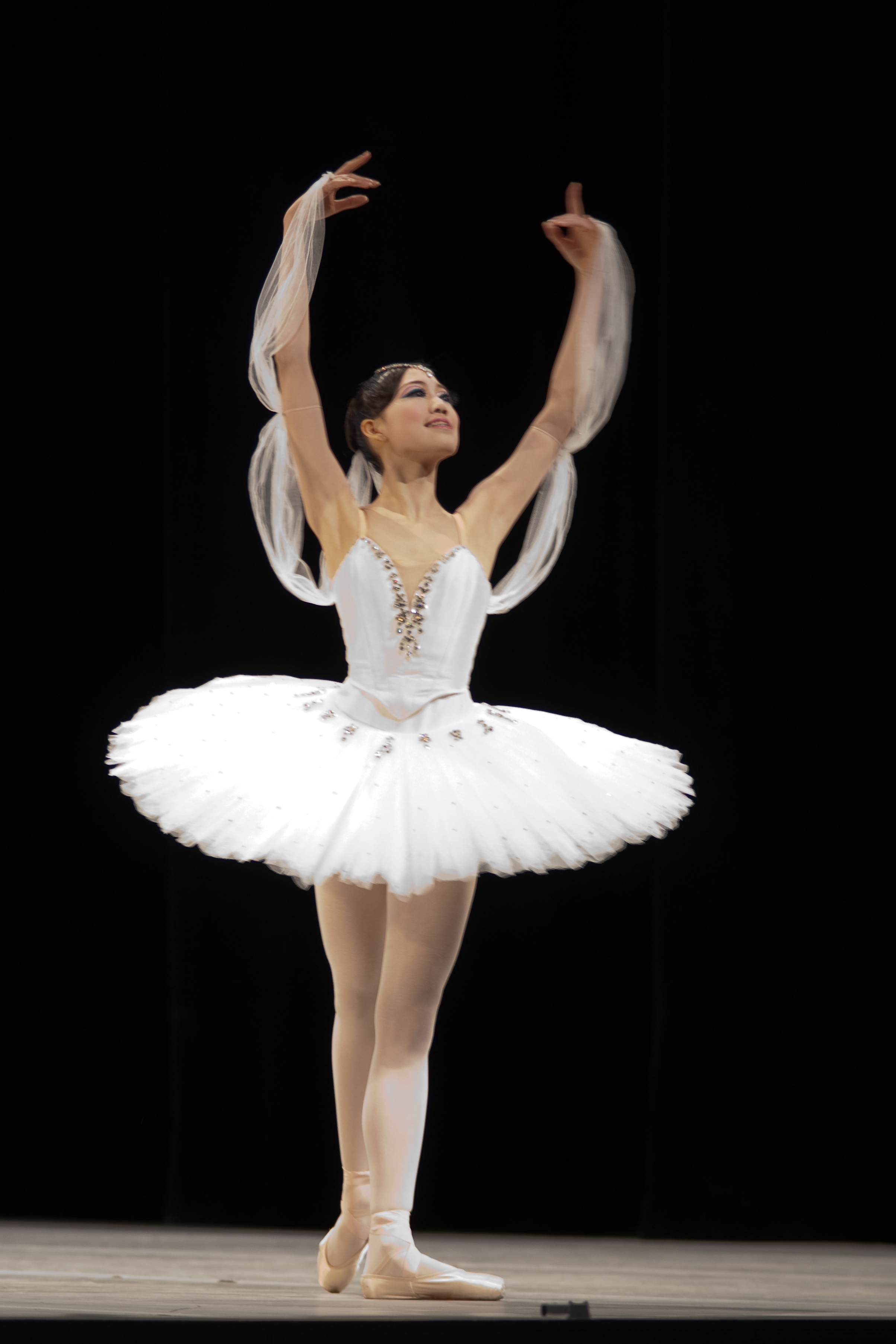
Variação do balé La Bayadère no Prix de Lausanne (2010).

A técnica do balé é o fundamento principal do movimento corporal e da estrutura usada no balé, aspecto da performance, que possui grande ênfase no método e na execução do movimento e, são uma estrutura para outros estilos de dança, incluindo jazz e balé contemporâneo. As principais técnicas de balé são comuns em todo o mundo, embora existam pequenas variações e diferenças estilísticas, por exemplo, o balé russo exibe altas extensões e giros dinâmicos, enquanto o balé italiano tende a ser mais fundamentado, com foco em movimentos rápidos e intrincados. Cada escolas internacional tem seu próprio método de representação e de passos e tipo de técnica. Os mais importantes entre os diferentes métodos, cada um vinculado a uma escola, são:
- balé americano
  - método Balanchine
- balé dinamarquês
  - Escola de Bournonville
- balé inglês
  - Método da Royal Academy of Dance
- balé francês
- balé italiano
  - método Cecchetti
- balé russo
  - método Vaganova

Em geral, a técnica adequada requer boas posturas (ou alinhamentos) e bons movimentos; onde a movimentação refere-se à capacidade do bailarino de completar os movimentos com as pernas apontando para fora; e o alinhamento refere-se a manter a cabeça, ombros e quadris alinhados verticalmente em relação à coluna e a inclinação do berço pélvico (quadris). A pelve é um das partes do corpo mais importantes nas técnicas corporais, é o centro do corpo e o elo entre as áreas inferior e superior.
Para evitar ferimentos, a pelve pode ficar em três posições, baseadas em como as linhas se curvam e se cruzam; como o centro é colocado e ponderado; e a inclinação do quadril: neutra, anteversão ou inclinação anterior e, retroversão ou inclinação posterior. A anteversão e retroversão da pelve funcionam como um excelente exercício que estimula as articulações vertebrais e servem como aquecimento, mas não são posturas usadas no ballet clássico.
Turnout refere-se a completar os movimentos com as pernas giradas para fora; isso promove um trabalho de pés limpo, gracioso port de bras (movimento dos braços) e posições, linhas e ângulos corporais corretos. Outros aspectos da técnica do balé incluem a postura, apontar os dedos dos pés, manter os ombros abaixados e puxar para cima, o que combina a postura adequada e a elevação dos músculos para aumentar o deslocamento e melhorar o alinhamento e, assim, melhorar a qualidade das curvas. A técnica do balé também é usada para exibir o ballon, a aparência de leveza que desafia a gravidade, durante os saltos. A técnica de ponta é a parte da técnica do balé relacionada à dança nas pontas dos pés totalmente estendidos.

## Treinamento
O treinamento de balé coloca grande ênfase na técnica do balé porque a técnica precisa é um elemento essencial da estética do desempenho do balé. A técnica de balé é treinada em alunos de balé para desenvolver a estética desejada e prevenir lesões. Por exemplo, os alunos são ensinados a evitar a falcização do pé/sickling, que é uma estética indesejável e pode resultar em lesões no tornozelo ao executar na ponta .
A barra de balé é uma ferramenta para aprender a técnica de balé, pois o trabalho de barra normalmente envolve todos os elementos, exceto os elementos exclusivos dos saltos. É possível praticar a técnica de giro para fouettés e piruetas na barra.

## Uso
- Os movimentos Petit allegro (que significa "pequeno e rápido") compreendem pequenos saltos e trabalho de pés rápido e detalhado.
- Os movimentos grand allegro (que significa "grande e rápido") compreendem movimentos tecnicamente desafiadores, como grandes saltos e saltos.